# Congresso anarchico di Capolago
Il Congresso anarchico che si riunì in Svizzera, a Capolago, attuale quartiere della Città di Mendrisio, dal 4 al 6 gennaio 1891 costituì un fondamentale momento di riorganizzazione del movimento anarchico italiano, dopo la crisi della Federazione italiana dell'Associazione internazionale dei lavoratori dovuta alla forte repressione statale e all'emergere di una corrente socialista riformista. In quella sede venne costituito il Partito socialista anarchico rivoluzionario.

## Premesse
Dopo il congresso di Pisa (1878) la Federazione italiana dell'Associazione internazionale dei lavoratori si era andata progressivamente dissolvendo sotto i colpi della repressione statale, ma anche per l'emergere ed il rafforzarsi di una corrente gradualista rappresentata in Romagna da Andrea Costa e in Lombardia dal periodico La Plebe di Enrico Bignami. Lo stesso Andrea Costa si era presentato alle elezioni nel 1882 ed era diventato il primo deputato socialista italiano, mentre a Milano andava organizzandosi il Partito Operaio Italiano

Il 5 e 6 dicembre 1880 a Chiasso, in Svizzera, un congresso aveva riunito per l'ultima volta socialisti anarchici e socialisti evoluzionisti, sulla carta i primi avevano prevalso ma non era stato possibile individuare alcun punto di mediazione e quindi le due correnti del socialismo italiano avevano continuato ad operare in piena indipendenza reciproca.

L'iniziativa di un nuovo congresso nazionale (che in teoria avrebbe dovuto riunire anarchici e gradualisti) venne dai gruppi anarchici romagnoli e venne formalizzata il 4 novembre 1880 a Ravenna.

## Il Congresso
Per sfuggire alla probabile repressione delle autorità italiane e per consentire la partecipazione degli esuli il congresso venne ufficialmente convocato sempre in Svizzera, nella città di Lugano, per la seconda domenica di gennaio 1891. Si trattava tuttavia di una manovra diversiva per depistare la polizia elvetica e la riunione si tenne clandestinamente a Capolago, sulla sponda meridionale del Lago di Lugano, dal 4 al 6 gennaio 1891.

### Le posizioni presenti
Parteciparono circa 80 delegati provenienti da quasi tutte le regioni italiane e dall'emigrazione all'estero, tutti anarchici a parte i socialisti Giuseppe Defranceschi e Jacopo Danielli (i socialisti evoluzionisti avevano infatti deciso di disertare la riunione).

I congressisti potevano essere ricondotti a tre correnti fondamentali, quella più moderata, favorevole a collaborare con i socialisti di Andrea Costa e a partecipare alle elezioni, era rappresentata da Germanico Piselli e dalla rivista La Rivendicazione di Forlì e riassumeva le proprie posizioni nella parola d'ordine "né irragionevolmente intransigenti, né assolutamente legalitari", la corrente più estremista era composta da individualisti ed antiorganizzatori come Paolo Schicchi fautori della Propaganda del fatto compresa quella violenta degli attentati individuali e dei furti, la corrente prevalente, comunista anarchica, vedeva tra i suoi rappresentanti di spicco Errico Malatesta e Francesco Saverio Merlino, e propugnava il ricorso "ad un lavoro organizzativo, quotidiano e sistematico di propaganda e di agitazione fra il popolo".

Erano presenti anche Amilcare Cipriani "il cui nome era un simbolo d'unità rivoluzionaria", che cercò di svolgere una funzione di mediazione con i socialisti evoluzionisti e altri militanti di rilievo come Pietro Gori, Cesare Agostinelli, Ettore Molinari e Luigi Galleani.

### Le decisioni
Secondo Masini il congresso si svolse "in un clima di tolleranza, senza il prevalere di maggioranze su minoranze ma con la registrazione di consensi e dissensi quali venivano dichiarati dai partecipanti. Venne approvata all'unanimità l'adesione alla giornata internazionale del I Maggio (e questo fu l'unico punto che accomunò tutto il movimento socialista), intesa però come occasione di mobilitazione rivoluzionaria.

La frattura con il socialismo gradualista fu netta: vennero nuovamente condannate la partecipazione alle elezioni e le mobilitazioni per ottenere riforme legislative, considerate un mero inganno che distraeva dalla preparazione di un'autentica lotta rivoluzionaria. Gli anarchici vennero tuttavia invitati a partecipare al previsto congresso socialista del 1892 per sostenervi la tattica rivoluzionaria.

Per quanto riguarda i rapporti con i repubblicani venne condannato l'irredentismo, in nome dell'internazionalismo e della fratellanza tra i popoli e venne ribadito il principio che un mero mutamento istituzionale (da Monarchia a Repubblica) non avrebbe potuto modificare le condizioni delle classi proletarie, venne tuttavia ammessa la possibilità di accordi tattici con i repubblicani nell'eventualità di moti insurrezionali.

Il congresso approvò la costituzione della Federazione italiana di un Partito socialista anarchico rivoluzionario che, nelle intenzioni dei promotori, avrebbe dovuto estendersi a tutti i paesi raccogliendo il programma dell'Internazionale antiautoritaria. Veniva così ribadito il carattere internazionalista del movimento.